# شهرک رکن‌آباد
۲۹°۴۰′۴۹″ شمالی ۵۲°۳۳′۰۶″ شرقی / ۲۹٫۶۸۰۲۸°شمالی ۵۲٫۵۵۱۶۷°شرقی
شهرک رکن‌آباد (اکبرآباد) از شهرک‌های شیراز است.این شهرک در قسمت شمال شهر شیراز واقع شده‌است که بزرگراه کمربندی هم از کنار همین شهرک میگذرد و این شهرک جزو منطقه ۳ شهرداری شیراز است.

## امکانات رفاهی
این شهرک دارای یک پارک و درمانگاه با داروخانه و یک داروخانه مجزا در بلوار تلاش شرقی است. دو مسجد در غرب و شرق شهرک است. دارای دستگاه ATM عابر بانک انصار و یک ATM بانک آینده است. ایستگاه آتش نشانی شماره ۱۵ شیراز در این شهرک واقع شده‌است. دارای سالن ورزشی سرپوشیده است. همچنین ایجاد یک فرهنگسرا در منطقه رکن آباد در دستور کار شهرداری شیراز است.

## جمعیت
```
شهرک‌رکن آباد با جمعیتی بالغ بر 
چهل هزار
 نفر دومین شهرک بزرگ‌ 
شیراز
 بعد از 
شهرک گلستان
 می باشد. این منطقه که در شمال شیراز و در مسیر شاهراه ورود و خروج شمال به جنوب کشور قرار دارد دارای قدمتی طولانی بوده بطوریکه در آثار العجم آمده که سنگ بنای این منطقه را رکن الدوله حسن بن بویه دیلمی گذاشته است
```